# Felix Rinner
Felix Rinner (* 6. Januar 1911 in Wien; † 2. April 1976) war ein österreichischer Sprinter und SS-Obersturmbannführer. Er war mehrfacher Teilnehmer an den Olympischen Spielen und besetzte beim Anschluss Österreichs mit einem SS-Kommando das Bundeskanzleramt.

## Leben und Wirken
Felix Rinner wurde am 6. Januar 1911 in Wien geboren und gehörte während seiner Leichtathletikkarriere den Vereinen Wiener AC und Weiß-Rot-Weiß an. Nach dem Besuch der Radetzkyschule, an der er ein Schulkollege von Bruno Kreisky war, kam er an eine andere Schule Am Schüttel, die er zusammen mit dem späteren Schauspieler Hans Holt besuchte. In weiterer Folge studierte er Medizin an der Universität Wien.
Über 400 Meter schied er bei den Olympischen Spielen 1932 in Los Angeles im Viertelfinale aus und gewann bei den Internationalen Universitätsspielen 1935 Silber. Bei den Olympischen Spielen 1936 in Berlin erreichte er über 200 Meter das Halbfinale.
Viermal wurde er Österreichischer Meister über 200 Meter (1930, 1931, 1935, 1936), dreimal über 400 Meter (1930–1932) und einmal über 100 Meter (1935). 1935 stellte er mit 21,8 s bzw. 48,5 s nationale Rekorde über 200 und 400 Meter auf.
Bereits zum 1. Juni 1932 trat er der SS bei (SS-Nummer 293.724) und wurde Adjutant Ernst Kaltenbrunners. Beim Anschluss Österreichs leitete er, wie Friedrich Rainer am 12. März 1938 in einem Zeitungsartikel berichtete, am Abend des 11. März ein Kommando von 40 SS-Männern, das das Bundeskanzleramt besetzte. Danach wurde er zum „Beauftragten für den Leistungssport“ in der Ostmark ernannt. Am 2. Juni 1938 beantragte er die Aufnahme in die NSDAP und wurde rückwirkend zum 1. Mai desselben Jahres aufgenommen (Mitgliedsnummer 6.330.594).
Im Zweiten Weltkrieg gehörte er als Chirurg im Rang eines Sturmbannführers der 5. SS-Panzer-Division „Wiking“ an. Während dieser Zeit war er für seine außergewöhnliche Schnelligkeit und Geschicklichkeit bei Notoperationen bekannt. Zum 21. Juni 1944 wurde er zum SS-Obersturmbannführer befördert. Nach Kriegsende wurde er im Camp Marcus W. Orr interniert, wo er nach Unruhen unter den Insassen zum Lagerleiter ernannt wurde.
Später war Rinner in der pharmazeutischen Industrie tätig. Des Weiteren betreute er im Jahre 1938 Heinrich Harrer bei dessen Erstbesteigung der Eiger-Nordwand.
Von 1959 bis 1969 war er Bundesobmann der rechtsextremen Kameradschaft IV.